# Philaenis av Samos
Philaenis av Samos (grekiska: Φιλαινίς ) var namnet på en eller möjligtvis flera grekiska författare, född(a) på Samos runt 300-talet f.Kr. Philaenis är känd som författare till den äldsta bevarade sexualmanualen i Europa. En avskrift av manuskriptet har återfunnits bland papyrussamlingen Oxyrhynchus papyri.

## Biografi
Endast lite är känt om Philaenis liv. Möjligen var hon en litterär identitet som flera olika författare / kvinnor gjorde bruk av.
Philaenis föddes troligen på ön Samos, som dotter till Okymenes. Hon var troligen verksam som hetär och sammanlevde en tid med diktaren Aischrion av Samos. Utifrån sina erfarenheter sammanställde hon skriften Om kärlekens konst (Ars amatoria).

### Om kärlekens konst
Även om Philaenis själv var okänd blev boken Om kärlekens konst vitt omskriven, också av ett antal historiker under antiken. Därav finns ett antal versioner kring bokens uppkomst. Den officiella grundar sig på de fragment som påträffades i den gamla egyptiska staden Oxyrhynchus. I den presenteras Philaenis som bokens författare och hon noteras vara från Samos.
Enligt de fragment som återstår delades texten upp i tre kapitel samt en inledning – inviter, smicker och kyssar. Boken börjar med raden: "Philaenis av Samos, dotter till Okymenes, skrev dessa saker till dem som …". Denna inledning liknar början av skriften Historia av Herodotos.
Därefter beskriver Philaenis hur man gör inviter (peri peirasmon) och fortsätter med förförelse genom smicker och hur man kysser (peri philematon). Skriften beskriver vidare även användandet av kosmetika och afrodisiakum (peri aphrodision) samt samlagsställningar och vissa abortåtgärder.
Tonen är enkel och saklig. Den liknar även den erotiska diktningen i skriften Ars amatoria av Ovidius. Forskare har studerat källtexterna i sin strävan att försöka förstå handboken, och en vanlig tolkning är att det rör sig om en beskrivning av samlagsställningar med syfte att förbättra sexuallivet.
Samtida omnämnanden av verket beskrev det som en förespråkare för kärlekskonsten utan någon utpräglad pornografisk ton, men senare tiders litteraturhistoriker ser det mer som en parodi på en sedvanlig vetenskaplig uppsats från hellenistisk tid. Vissa anser att författaren ville driva med den överdrivna seriositeten och arrogansen hos ett vetenskapligt författande, genom att använda samma form och språk i ett icke-vetenskapligt ämne – sex.
Texten är delvis bevarad i en avskrift på en papyrusrulle som återfanns bland Oxyrhynchus papyri, där katalognumret är "P.Oxy.XXXIX 2891". 1972 publicerades delar av texten i den 39:e volymen av bokserien The Oxyrhynchus Papyri.

## Philaenis identitet
Invändningen att Om kärlekens konst är en parodi skapar ett tvivel kring Philaenis verkliga identitet, vilken redan var något av en myt i den grekiska kulturvärlden. Samos var känt för sina prostituerade och sin "låga moral" (jämför Korinth. ) Av denna anledning kunde Philaenis eventuella liv som hetär tänkas vara ett skäl till att hon hade en sådan utförlig kunskap om sex.
"Philaenis" var ett vanligt artistnamn bland samtidens prostituerade. Namnet är diminutivform av philaina, den feminina formen av philos – kärlek. Den allmänna meningen bland dagens historiker är att hennes namn var en pseudonym som skulle dölja hennes egentliga identitet. Under hennes samtid antogs verket faktiskt ha skrivits av filosofen Polykrates av Aten, som hade en snarlik författarstil. Identiteten som kvinna och som prostituerad – med ett bildat och filosofiskt språk – bidrog till en satirisk effekt.